# 預感 (專輯)
《預感》（日语：予感）是日本創作歌手中島美雪的第10張原創專輯，由佳音唱片於1983年3月5日發行。

## 介紹
本專輯的宣傳語是「等心大，無法生存」(等心大では生きられない) 。
本專輯的的音訊工程師是蓋瑞・奧拉巴薩爾。他也是史蒂維・旺德的音訊工程師。

## 再發行
雖然本專輯的波麗佳音盤已停止銷售，但從2021年開始，包含本專輯的郵購限定CD BOX開始在波麗佳音購物俱樂部銷售。
CD比LP和CT晚發行了一個月。由於1983年的CD技術不發達，再加上使用了模擬音源，因此初回盤［D35A-0009］的音質較差。1986年，佳音唱片數位修復了本唱片，音質大幅提高。現行盤 (CD) 是2018年山葉音樂傳播發行的版本。
2012年，Tom Baker at Precision Mastering (Los Angeles) 以水晶玻璃唱片的形式發行了新的數位修復唱片 (規格產品編號：YMPCD-10019)。

## 收錄

### LP
| A面      | A面              | A面   |
| 曲序     | 曲目             | 时长  |
| -------- | ---------------- | ----- |
| 1.       | 世上只剩兩個人   | 4:59  |
| 2.       | 夏日紀念         | 4:35  |
| 3.       | 洗髮之女         | 4:29  |
| 4.       | 再見，海灣的碼頭 | 6:26  |
| 总时长： | 总时长：         | 20:29 |

| B面      | B面            | B面   |
| 曲序     | 曲目           | 时长  |
| -------- | -------------- | ----- |
| 1.       | 不歸罪於誰的雨 | 6:30  |
| 2.       | 緣             | 3:31  |
| 3.       | 一飲而盡龍舌蘭 | 3:16  |
| 4.       | 金魚           | 3:05  |
| 5.       | 加油!          | 7:03  |
| 总时长： | 总时长：       | 23:25 |

### CD
| CD       | CD               | CD       | CD    |
| 曲序     | 曲目             | 编曲     | 时长  |
| -------- | ---------------- | -------- | ----- |
| 1.       | 世上只有兩個人   | 中島美雪 | 4:59  |
| 2.       | 夏日紀念         | 中島美雪 | 4:35  |
| 3.       | 洗髮之女         | 中島美雪 | 4:29  |
| 4.       | 再見，海灣的港口 | 中島美雪 | 6:26  |
| 5.       | 不歸罪於誰的雨   | 井上堯之 | 6:30  |
| 6.       | 緣               | 井上堯之 | 3:31  |
| 7.       | 一飲而盡龍舌蘭   | 井上堯之 | 3:16  |
| 8.       | 金魚             | 井上堯之 | 3:05  |
| 9.       | 加油!            | 井上堯之 | 7:03  |
| 总时长： | 总时长：         | 总时长： | 43:54 |

## 歌曲
1. 世上只有兩個人 
  - 以一個女子的視角敘述了她暗戀一個已婚男人的故事。
  - 在2004年專輯《现在的心情》 中自翻唱。
2. 夏日紀念 
3. 洗髮之女 
  - 男子合唱團在本歌曲開頭演唱的歌曲是讚美詩《願主同在直到再相會（日语：神共にいまして）》(英語：God Be with You Till We Meet Again)。
4. 再見，海灣的港口 
  - 貝斯手是YMO的細野晴臣。
  - 歌詞中出現的《海灣的港口》(英語：(Sittin' On) The Dock of the Bay) 是奥蒂斯・雷丁的歌曲[5]；《像一塊滾石》(英語：Like a Rolling Stone) 是巴布・狄倫的歌曲[6]。
5. 不歸罪於誰的雨 
6. 緣 
  - 1994年，中島在《夜會》第6部《香格里拉》中，以穿著粉色大衣的酒吧駐唱歌手形象演唱了本歌曲[7]。
7. 一飲而盡龍舌蘭 
  - 1993年，中島在《夜會》第5部《太息花色今更易 此身虛度春雨中》中，以“時間小偷”的形象演唱了本歌曲[8]。
  - 2019年，中島在《夜會》第19部《小東京》中再次演唱了本歌曲[9]。
8. 金魚 
  - 本歌曲的歌詞中，中島以撈不到的金魚象徵溜走的幸福。
9. 加油! 
  - 一直流傳著本歌曲是「以《中島美雪的All Night Nippon（日语：中島みゆきのオールナイトニッポン）》[註 3]中聽衆寄來的明信片上的工作經驗爲基礎創作的」的軼聞[註 4][10]。中島在《月刊角川》（1991年11月號）上否定道：「寄來廣播的信只是（屬於）廣播的，（我）完全沒有在歌曲上使用」[11]。
  - 1994年，本歌曲被用作住友生命“Winning Life”廣告的CM歌曲（日语：コマーシャルソング）。同年，被分拆爲雙A面單曲《天空與你之間/加油!》。

## 演奏者
- Vocals：中島美雪

| 世上只有兩個人 - Drums：渡嘉敷祐一 - Bass：岡澤章 - E.Guitar：芳野藤丸 - A.Guitar & 12St.Guitar：吉川忠英 - Keyboards：倉田信雄 - Percussions：齊藤信男 - T.Saxophone：Jake.H.Concepcion - Trombone：新井英治 - Horn：長岡慎 - Malimba：金山功 - Mandolin：田中早苗 - Chorus：木戸恭弘・松下誠 夏日紀念 - Drums：渡嘉敷祐一 - Bass：岡澤章 - E.Guitar：芳野藤丸 - A.Guitar & 12St.Guitar：吉川忠英 - Keyboards：倉田信雄 - Percussions：齊藤信男 - T.Saxophone：Jake.H.Concepcion - Trombone：新井英治 - Horn：長岡慎 - Malimba：金山功 - Mandolin：田中早苗 - Strings：Scramble - Chorus：木戸恭弘・松下誠 洗髮之女 - Drums：渡嘉敷祐一 - Bass：岡澤章 - E.Guitar：芳野藤丸 - A.Guitar & 12St.Guitar：吉川忠英 - Keyboards：倉田信雄 - Percussions：齊藤信男 - T.Saxophone：Jake.H.Concepcion - Trombone：新井英治 - Horn：長岡慎 - Malimba：金山功 - Mandolin：田中早苗 - Strings：Scramble - Chorus：木戸恭弘・松下誠 再見，海灣的碼頭 - Drums：山木秀夫 - Bass：細野晴臣 - E.Guitar：BEN BRIDGES - A.Guitar & 12St.Guitar：吉川忠英 - Keyboards：倉田信雄 - Percussions：齊藤信男 - T.Saxophone：Jake.H.Concepcion - Trombone：新井英治 - Horn：長岡慎 - Malimba：金山功 - Mandolin：田中早苗 - Chorus：木戸恭弘・松下誠 | 不歸罪於誰的雨 - Drums：森谷順 - Bass：岡澤章 - E.Guitar：BEN BRIDGES - A.Guitar & 12St.Guitar：吉川忠英 - Keyboards：倉田信雄 - Percussions：齊藤信男 - T.Saxophone：Jake.H.Concepcion - Trombone：新井英治 - Horn：長岡慎 - F.Horn：岸義和 - Malimba：金山功 - Mandolin：田中早苗 - Chorus：木戸恭弘・松下誠 緣 - Drums：渡嘉敷祐一 - Bass：岡澤章 - E.Guitar：芳野藤丸 - A.Guitar & 12St.Guitar：吉川忠英 - Keyboards：倉田信雄 - Percussions：齊藤信男 - T.Saxophone：Jake.H.Concepcion - Trombone：新井英治 - Horn：長岡慎 - Flute：衛藤幸雄 - Piccolo：相馬充 - Fagot：大畠條亮 - Timpani：白石健二 - Malimba：金山功 - Mandolin：田中早苗 - Chorus：木戸恭弘・松下誠 一飲而盡龍舌蘭 - Drums：島村英二 - Bass：富倉安生 - E.Guitar：芳野藤丸 - A.Guitar & 12St.Guitar：吉川忠英 - Keyboards：倉田信雄 - Percussions：齊藤信男 - T.Saxophone：Jake.H.Concepcion - Trombone：新井英治 - Horn：長岡慎 - Malimba：金山功 - Mandolin：田中早苗 - Chorus：木戸恭弘・松下誠 金魚 - Drums：島村英二 - Bass：富倉安生 - E.Guitar：芳野藤丸 - A.Guitar & 12St.Guitar：吉川忠英 - Keyboards：倉田信雄 - Percussions：齊藤信男 - T.Saxophone：Jake.H.Concepcion - Trombone：新井英治 - Horn：長岡慎 - Malimba：金山功 - Mandolin：田中早苗 - Chorus：木戸恭弘・松下誠 加油! - Drums：島村英二 - Bass：富倉安生 - E.Guitar：芳野藤丸 - A.Guitar & 12St.Guitar：吉川忠英 - Keyboards：倉田信雄 - Percussions：齊藤信男 - T.Saxophone：Jake.H.Concepcion - Trombone：新井英治 - Horn：長岡慎 - A.Flute：篠原猛・相馬充 - Malimba：金山功 - Mandolin：田中早苗 - Chorus：木戸恭弘・松下誠 |

## 脚註

### 註释
1. ↑  未將CD母帶處理。
2. ↑  不僅進行了數位修復，還修復了唱片封面。
3. ↑  中島美雪是該電台的主持人。
4. ↑  最主要的例子是：第一段歌詞與1982年左右由“我也想去高中”（私だって高校行きたかった）（當時17嵗，事務員）投稿的明信片上的内容主旨重合。

## 外部連結
- 山葉音樂傳播上的介紹頁面
  - 2001年盤
  - HQCD